# Слівно (Великопольське воєводство)
Слівно (пол. Śliwno) — село в Польщі, у гміні Куслін Новотомиського повіту Великопольського воєводства.
Населення — 660 осіб (2011).
У 1975-1998 роках село належало до Познанського воєводства.

## Демографія
Демографічна структура станом на 31 березня 2011 року:
|          | Загалом | Допрацездатний вік | Працездатний вік | Постпрацездатний вік |
| -------- | ------- | ------------------ | ---------------- | -------------------- |
| Чоловіки | 318     | 77                 | 216              | 25                   |
| Жінки    | 342     | 86                 | 193              | 63                   |
| Разом    | 660     | 163                | 409              | 88                   |